# Утомлённые солнцем (команда КВН)
«Утомлённые солнцем» — команда КВН Сочинского государственного университета туризма и курортного дела. После 2002 года также являлась сборной Краснодарского края.
Дважды серебряный призёр Высшей лиги КВН (2000, 2001), чемпион сезона 2003 года, трижды обладатель Летнего кубка КВН.
Капитан команды (с 2002 года) Михаил Галустян, до 2002 года — Руслан Хачмамук, ушедший после разногласий с Александром Масляковым.
В 2002 году Хачмамук дал интервью о КВН: «В КВН всё зависит от настроения жены Маслякова». Масляков ответил, что на одном из выступлений команды использовалась плюс-фонограмма и что Хачмамук ездил по младшим лигам КВН и занимался воровством шуток.

## Состав команды
- Михаил Галустян — капитан (с 2002 года)
- Александр Ревва
- Руслан Хачмамук — капитан (до 2002 года)
- Елена Рыбалко
- Иосиф Буяновский
- Сергей Лунин
- Роман Фильчук
- Геннадий Жирнов
- Виталий Коломыцев
- Анна Долуда
- Дмитрий Коваленко
- Анна Макаренкова
- Анна Кафидова
- Вячеслав Журавлёв
- Дмитрий Никифоров
- Глеб Сипунов
- Максим Бобков
- Павел Стешенко
- Станислав Угловский
- Тамара Турава (Встреча выпускников 2015 и Спецпроект 2016 года «55 лет КВН»)

## ПостКВН
- Михаил Галустян — актёр, резидент шоу «Comedy Club» (как гость) и «Наша Russia».
- Александр Ревва — актёр, резидент шоу «Comedy Club», певец (под псевдонимом «Артур Пирожков»).
- Геннадий Жирнов и Вячеслав Журавлёв — резиденты шоу «Comedy Club» (2005—2007).